# Негативное исповедание
«Негати́вное (или короле́вское) испове́дание» (англ. Negative Confession) — документ, закрепляющий общие принципы протестантской религии Шотландии, утверждённый королём Яковом VI в 1581 году.
«Негативное исповедание» представляло собой изложение кальвинистской доктрины в форме отрицания католических догматов. По замыслу его автора, Джона Крейга, ученика шотландского реформатора Джона Нокса, «Негативное исповедание» должно было стать новым заветом, заключённым между Господом и людьми. Во многом документ повторял положения протестантского символа веры, утверждённого парламентом Шотландии после победы протестантской революции в 1560 году, однако отличался более резким отрицанием католических догматов, в том числе пяти таинств, священнической миссии духовенства, порядка католического богослужения, теории пресуществления и решений Тридентского собора. «Негативное исповедание» было подписано королём 28 января 1581 года, после чего было утверждено генеральной ассамблеей шотландской церкви и подписано представителями всех сословий. «Негативное исповедание» не упоминало о пресвитерианской организации церкви, поскольку в период его принятия государственная власть противилась пресвитерианским преобразованиям в стране.
Согласие с положениями «Негативного исповедания» стало позднее одним из основных условий для замещения государственных должностей в Шотландии, а в 1638 году этот документ лёг в основу «Национального Ковенанта». Принятие «Негативного исповедания» королём Карлом II в 1650 году открыло для него возможность реставрации на шотландском престоле.